# Русины в России
Русины в России — одно из малочисленных этнических меньшинств в Российской Федерации.
Общая численность — 225 человек (перепись населения 2010 года). Многие русинские организации считают эту цифру явно заниженной, так как в данный момент русины считаются частью украинского народа, многие потомки русинов (карпатороссов, руснаков, лемков) не указывают своё русинское этническое происхождение. Русины в современной России проживают в основном в крупных городах и в областях, которые граничат с Украиной.
Ещё в самом начале XIX века в Россию из Закарпатья (Подкарпатской Руси) переехали ряд русинских интеллигентов, достигших известности в культуре и науке (Иван Орлай, Пётр Лодий, Василий Кукольник, Михаил Балугьянский, Юрий Венелин).
В настоящее время русинские организации существуют в Москве (Русинское землячество «Карпатская Русь») и в Ростове-на-Дону (Русинское общество имени Нестора Кукольника).